# Rathaus Gützkow

Rathaus von Gützkow 1938

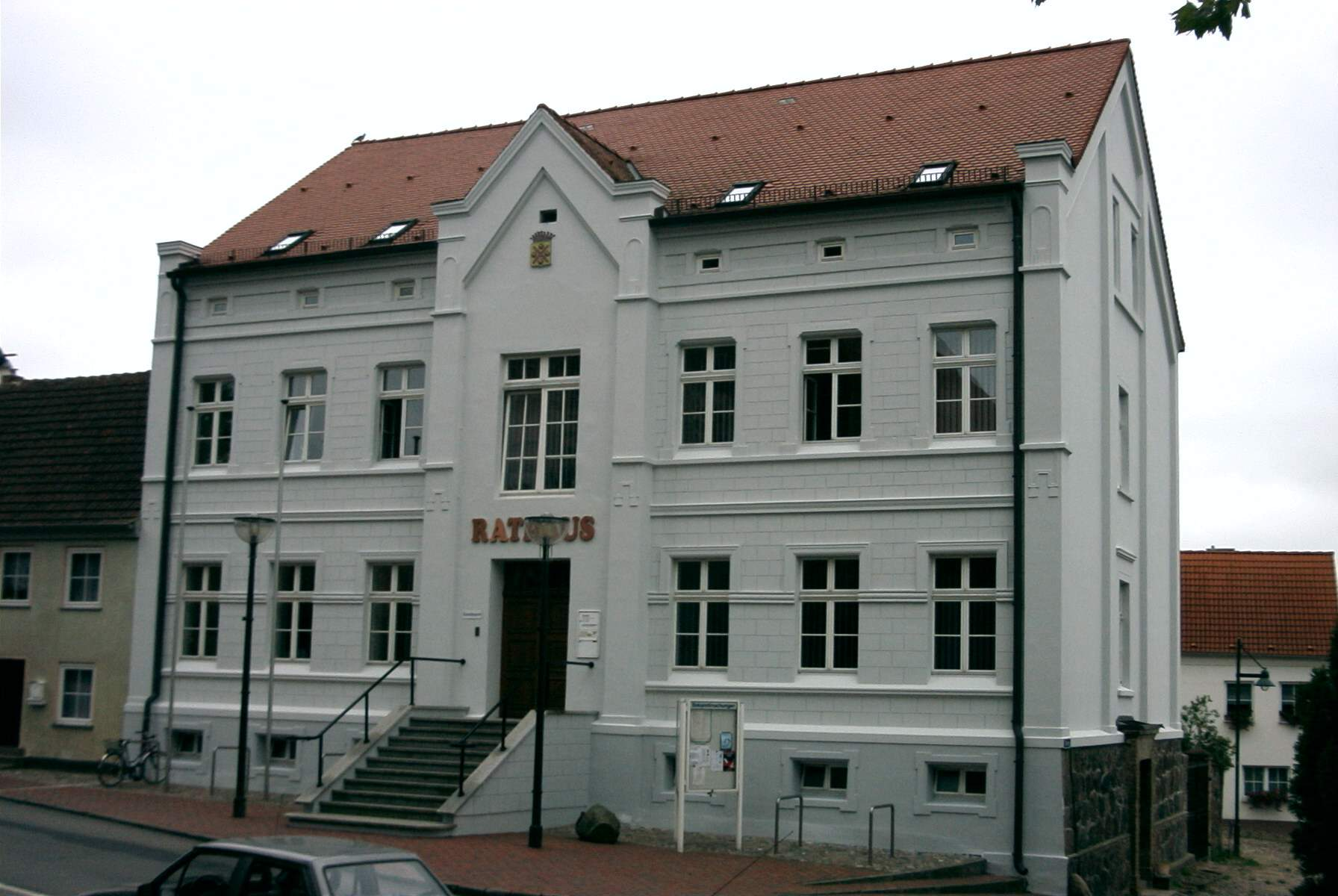
Rathaus von Gützkow 2011

Das Gützkower Rathaus ist ein Verwaltungsgebäude in der Stadt Gützkow im Landkreis Vorpommern-Greifswald. Es ist seit 2005 Sitz des Bauamtes des Amtes Züssow.

## Geschichte

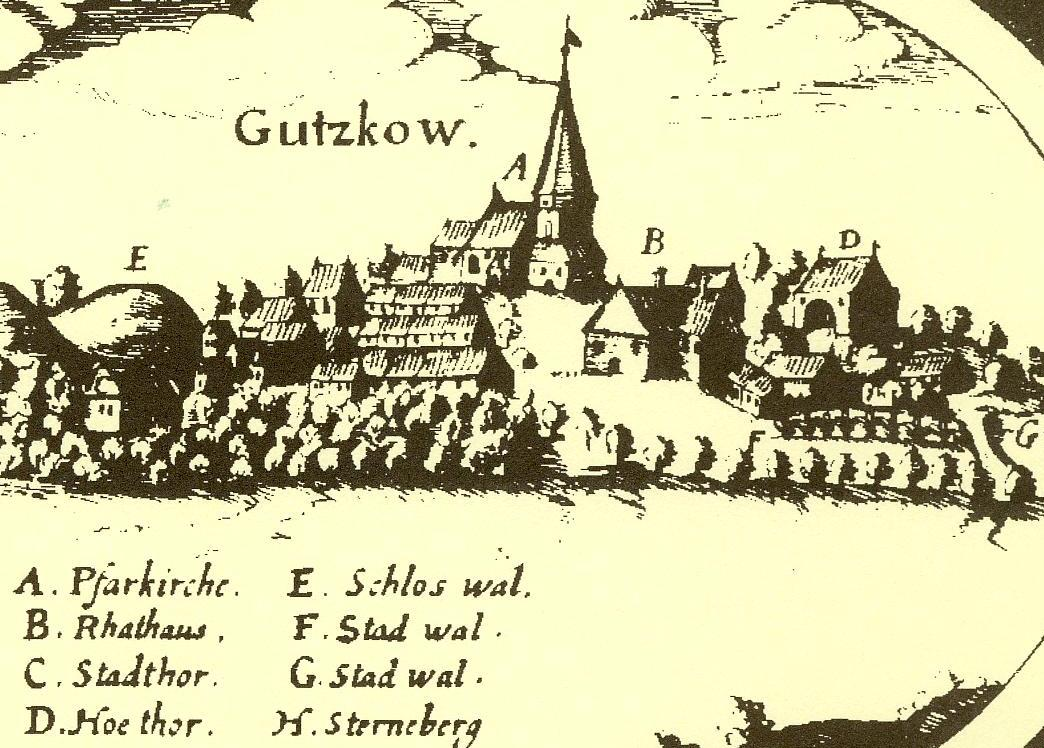
Gützkow in Vignette der Lubinschen Karte 1618 – rechts unter Kirche das Rathaus – Signatur B

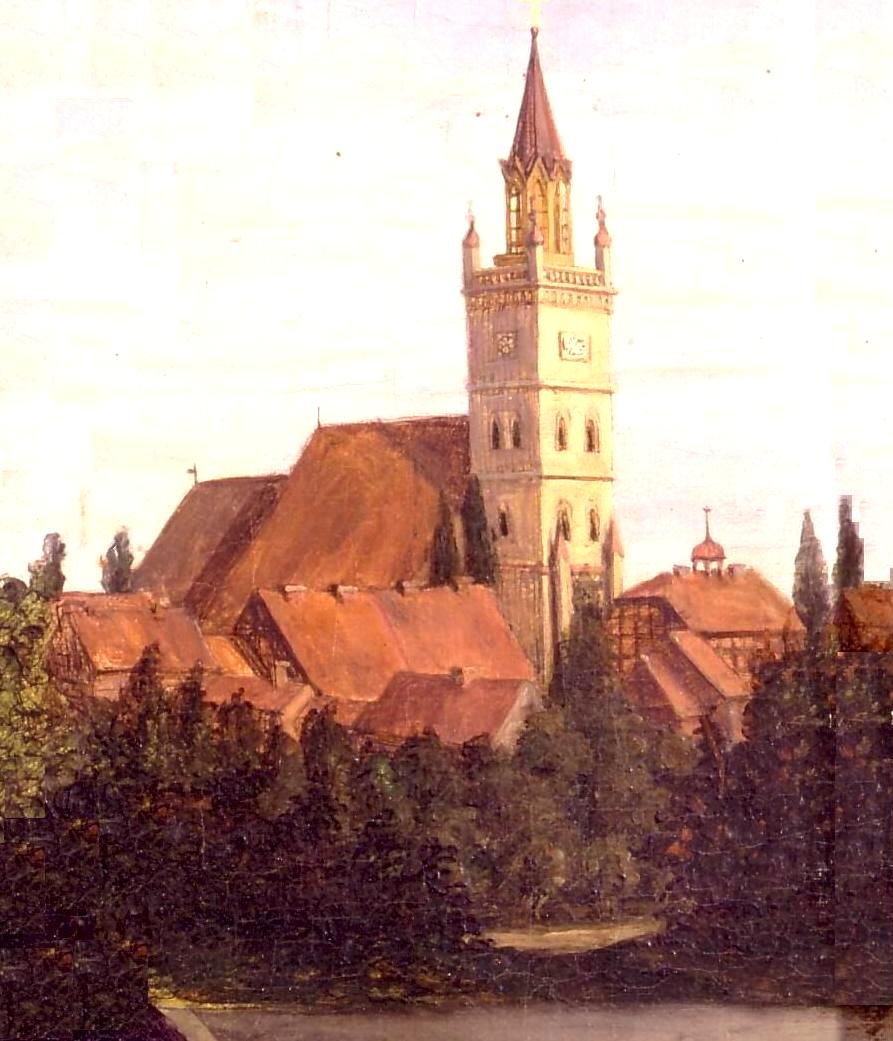
Ausschnitt aus Gemälde (1842) Mathilde von Lepel – rechts unter der Kirche das Fachwerkrathaus von 1650

Bürgerbücher, Chroniken und überlieferte Dokumente berichten seit dem 13. und 14. Jahrhundert von einem Rathausgebäude, dessen Lage und Gestalt aber nicht überliefert ist.
Erst im 16. und 17. Jahrhundert wurden die Lage und das Aussehen fassbar. Die Darstellung Gützkows in der Stralsunder Bilderhandschrift von 1615 und daraus resultierend der Lubinschen Karte von 1618 zeigt das Rathausgebäude an der heutigen Stelle gegenüber der Pfarrkirche St. Nikolai. In den Magistratsprotokollen und den Archivdokumenten wurde ein Neubau des Hauses im Jahr 1650 registriert.
Bereits seit 1748 war ein Neubau angedacht, das belegen die Schriftwechsel zwischen der Stadt und der schwedischen Provinzialregierung in Stralsund. Dabei waren die scharfen Proteste gegen den Bau durch die damals sehr zahlreiche Handwerkerschaft in der Stadt auffällig. Die Ratsherren (4) waren Kaufleute, die Achtleute (8) waren Handwerker. Beide Gremien mussten zustimmen und so zog sich dieser Konflikt lange hin.
In der Klageschrift der Handwerker und Zünfte verweisen diese auf die geplanten Baukosten von 11.000,- Reichstalern und die beabsichtigte „Rathaussteuer“ für Handwerker von je 24 Reichstalern und je 2 Reichstaler für Lohnarbeiter bzw. Tagelöhner.
Dieser Patt-Zustand zwischen Magistrat (Repräsentanten) und Achtleuten (Bürgerschaft) währte über 100 Jahre.
Inzwischen war Vorpommern mit Gützkow 1815 vom Königreich Schweden an das Königreich Preußen übergeben worden.
In einem Polizeibericht schrieb Bürgermeister Rühs 1858 an die Stralsunder Regierung: „Das Rathaus ist in einem sehr schlechten baulichen Zustand.“
Einige Monate später fragte die Regierung nach wegen des Zustandes des Hauses und Rühs berichtet: „Die maroden Balkenlagen der Geschosse im Rathaus wurden mit Balken abgestützt.“
Der neue Bürgermeister Ritter erstattete dann ebenfalls am 22. Juli 1861 einen Bericht an die Stralsunder Regierung. Darin wurde der besorgniserregende Zustand des Rathauses beklagt. Ritter gab an, dass bei einem starken Sturm das Rathaus einzustürzen droht. Die Regierung verlangte jetzt ein Baugutachten.
Am 5. August gab der Magistrat ein Baugutachten über den Bauzustand des Rathauses von Gützkow in Auftrag. Das Rathaus war ein Fachwerkgebäude, das noch aus dem Jahre 1650 stammte, es war beim Stadtbrand von 1729 nur wenig beschädigt worden.
Das Gutachten vom 2. Dezember 1861 gibt an:

„Das Gebäude ist 46 Fuß und 6 Zoll lang (= 13,58 m), sowie 37 Fuß tief (= 10,81 m)und hat 2 Etagen. Das Fachwerk ist außen mit Steinausmauerung versehen und die Innenwände sind geklehmt (Stroh umwickelte Staken mit Lehm ummantelt). Das Dach ist mit Ziegeln gedeckt. Die Schwellen auf dem Fundament sind teilweise schon „zerbröckelt“, die Verbände (Balkenwerk) sind gelockert, die Hinterwand ist ausgebeult und wird nur noch durch die Brandmauer und den Küchenanbau gehalten, die Wände sind überall gerissen.“

Auf Verlangen des Regierungsbezirkes Stralsund sollte eine Entscheidung gefällt werden. Über den Bau wurde am 2. Juni 1865 abgestimmt: Bürgermeister Ritter und die Ratsherren Jaede und W. Jaede waren dafür, Ratsherr Heß dagegen. Das bürgerschaftliche Kollegium lehnte am 4. Juli nach verzögerten Verhandlungen den Rathausneubau grundsätzlich ab, als Grund wurde die schlechte Finanzlage der Stadt angegeben.
Der königliche Kreisbaumeister K. Westphal fasste alle Gutachten und seine eigene Anschauung zum Bauzustand des Gützkower Rathauses am 20. September 1865 zusammen: „Rathaus ist einsturzgefährdet, nur noch 2 Räume sind eingeschränkt nutzbar, Bausubstanz und besonders das Balkenwerk ist dermaßen schlecht, dass eine Reparatur unmöglich ist.“
Der Neubau von 55 Fuß Länge (= 16,06 m) und 40 Fuß Tiefe (= 11,68 m) würde ca. 9.000,- Reichstaler kosten.
Trotz eindeutiger Weisung der Regierung von 1866 weigerten sich die bürgerschaftlichen Repräsentanten erneut einen positiven Beschluss zum Neubau des Gützkower Rathauses zu fassen.
Trotz der Weigerung der Bürgerschaft begann der Abbruch des alten Gützkower Rathauses am 28. Oktober 1869. Am 17. März 1870 erteilte der Magistrat an Gützkower Handwerker die Aufträge zum Neubau des Rathauses. Die Regierung des Regierungsbezirkes Stralsund übergab die Zustimmung für 7.900,- Reichstaler Fördergelder, damit war die Verweigerung der Bürgerschaft hinfällig geworden.
Am 23. April 1870 erfolgte dann die Grundsteinlegung für das Gützkower Rathaus. Der Baufortschritt war nach der Winterpause gut, der Innenputz war fertig, der Außenputz teilweise. Im September wurde der Bau abgenommen. Die Kosten waren mit 6.500,- Talern veranschlagt.

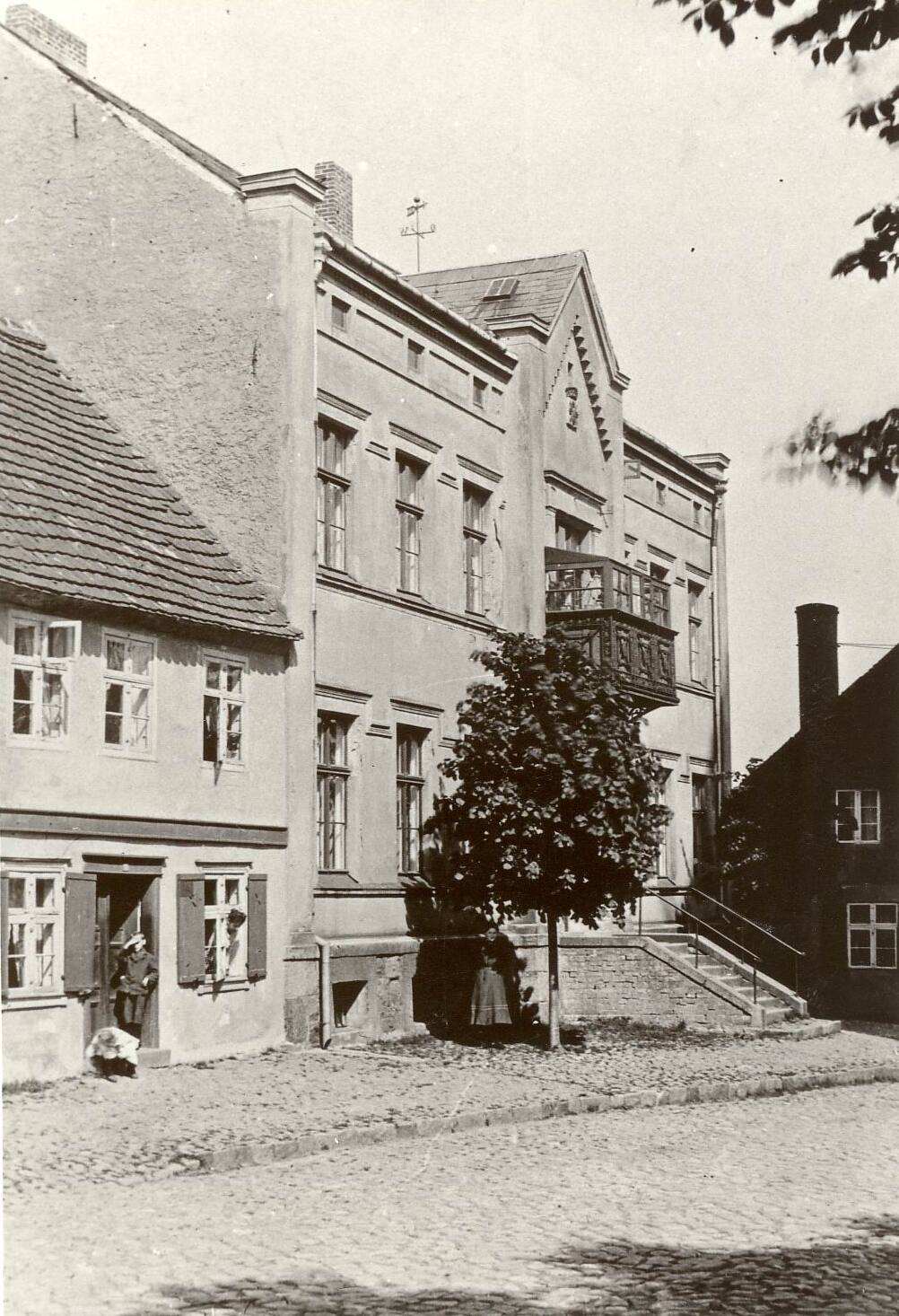
Rathaus in der Form nach der Eröffnung von 1871 mit offenem Balkon

Am 1. Oktober 1871 wurde das neue Gützkower Rathaus offiziell eingeweiht und seiner Bestimmung übergeben.
Der Schmuckerker von 1871 am Gützkower Rathaus wurde wegen nicht reparabler Baufälligkeit am 10. November 1949 abgerissen. Die Träger waren vollkommen durchgerostet. Damit verlor das Haus ein wichtiges Gestaltungselement.
Am 24. März 1983 wurden alle Urkunden und Schilder der Denkmalschutzobjekte in Gützkow offiziell übergeben, darunter auch die des Rathauses.

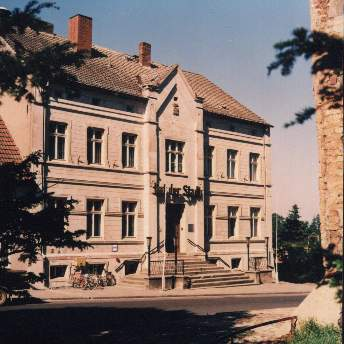
Rathaus in der Form zu DDR-Zeiten mit halbkreisförmiger Treppe

Am 19. Dezember 1991 beschloss die Stadtvertretung Gützkow die komplette Sanierung des Gützkower Rathauses. Die Mittel von 1.400.000,- DM wurden zweckgebunden aus dem  "Fonds deutsche Einheit" zur Verfügung gestellt.
Die beiden verbliebenen Gefängniszellen im Keller des Gützkower Rathauses werden 1992 bei der Gebäudesanierung beseitigt. Die letzten Insassen waren im Mai 1945 die von der Sowjetarmee gefangen gesetzten NSDAP-Mitglieder aus Gützkow. Dort wurde eine Speisegaststätte „Ratskeller“ eingerichtet, die aber vor 2000 wieder schloss.
Am 21. Mai 1993 fand die feierliche Einweihung des rekonstruierten Rathauses von Gützkow statt. Die Gäste aus der Partnergemeinde Bohmte übergaben als Geschenk die kupfernen Buchstaben

„R A T H A U S“

für die Gebäudefassade.
In der Festwoche zum 875. Stadtjubiläum 2003 wurde das neue Stadtmuseum im Ratskeller des Rathauses eröffnet.
Ab dem 1. Januar 2005 wurde der Stadt Gützkow nach 770 Jahren die Selbstverwaltung durch Verwaltungsreformen entzogen. Das Rathaus wurde zum Außensitz für das Bauamt des neuen Amtes Züssow. Der seitdem ehrenamtliche Bürgermeister hat dort nur noch einen Raum für stundenweise Tätigkeit. Seine 36 Amtsvorgänger in ununterbrochener Reihenfolge seit Einführung der Bürgerbücher 1673 waren hauptamtlich und bis 1859 sogar zusätzlich Stadtrichter.
In Fortführung der Arbeiten an den Treppenaufgängen am Dänholm und Rathaus von 2004 wurde 2009 die Parkplatzanlage vorbereitet. Wiederum waren vorher archäologische Grabungen ausgeführt worden, die die vorherigen Grabungsergebnisse bestätigten. Danach wurden die Auffüllungs-, Pflasterungs- und Gestaltungsmaßnahmen realisiert. 2010 erfolgte die Einweihung.

## Gebäude
Das Ursprungsgebäude von 1650 war 46 Fuß und 6 Zoll lang (= 13,58 m) sowie 37 Fuß tief (= 10,81 m) und hat 2 Etagen. Das Fachwerk war außen mit Steinausmauerung versehen und die Innenwände waren geklehmt (Lehm und Stroh). Das Dach war mit Ziegeln gedeckt.
Der Neubau von 1871 sollte von der Planung her eine Länge von 55 Fuß (= 16,06 m) und eine Tiefe von 40 Fuß (= 11,68 m) haben.
Das heutige (2015) Aufmaß lautet: 18,4 m lang; 12,8 m tief und 13,4 m hoch.
Es ist ein 2-geschossiges verputztes Backsteingebäude auf einem feldsteingemauerten Sockelgeschoss für den Keller. Der straßenseitige Sockel ist ebenfalls verputzt, der Flächenputz ist dekorativ gequadert.
Das Gebäude hat sieben Achsen und einen vorgezogenen Mittelrisalit, die Fassaden sind reich gegliedert. An den Gebäudeecken sind Vierkantsäulen, wie auch an den Risalitecken vorhanden. Alle Eck- und Risalitsäulen sowie die Risalitspitze hatten spitze Zwiebeltürmchen aufgesetzt. Diese sind zwischen 1940 und 1950 abgebaut worden, wohl ebenfalls wegen Baufälligkeiten.
In der Spitze des Mittelrisalits befindet sich das farbliche und profilierte Wappenschild der Gützkower Grafen, die als Stifter der Stadtrechte gelten.
Das Gebäude hat drei Ein- bzw. Ausgänge, den Haupteingang mit Treppe, den kleinen Hintereingang und den Kellereingang am Westgiebel.
Die Haupttreppe war geradlinig mit 10 Stufen, zu DDR-Zeiten wurde sie in halbrunder Grundriss-Form ausgeführt, die aber bei der Restaurierung 1991–1993 wieder auf die gerade Vorkriegsform zurückgeführt wurde.

## Ausstattung
Die Einrichtung des Rathauses war ursprünglich bis 1945 so ausgerichtet, dass im Obergeschoss die Wohnung des Bürgermeisters mit allen entsprechenden Räumen war. Im Untergeschoss waren die Verwaltungsräume. Im Dachgeschoss befanden sich Lager- und Archivräume und im Kellergeschoss waren 3 Gefängniszellen, die kleine Wohnung des Polizeiwärters sowie weitere Archivräume.
Nach 1945 wurde die Ausstattung wesentlich verändert. Die Bürgermeisterwohnung wurde geräumt und in Verwaltungsräume umgewandelt, im Keller wurde die Wohnung für den Hausmeister vergrößert. Durch langsam ansteigende funktionelle administrative Aufgaben und wesentlich erhöhter Bevölkerung (2500 Einwohner und 2000 Flüchtlinge) war diese Veränderung notwendig.
Nach 1990 gab es keine wesentlichen Änderungen, lediglich Kommunikations- und Computertechnik sowie die Energieversorgung usw. veränderten sich. Das geschah vor allen Dingen mit und nach der umfangreichen Restaurierung des Rathauses.